# Omar al-Hasi
Omar al-Hasi (em árabe: عمر الحاسي) é um político líbio autoproclamado primeiro-ministro.
Os membros islamistas do antigo Congresso Geral Nacional da Líbia, que não conseguiram a reeleição para o novo parlamento, estabelecem o Governo de Salvação Nacional e nomeiam al-Hasi como seu "primeiro-ministro" em 25 de agosto de 2014. 
Como tal, al-Hasi é agora uma figura importante na tentativa dos islamistas de derrubar parlamento eleito no âmbito da guerra civil iniciada em 2014.
Al-Hasi foi o segundo colocado no primeiro turno da disputada votação de 29 de abril no parlamento líbio para primeiro-ministro. O processo foi posteriormente declarado ilegal pela Suprema Corte. Ele foi definido para concorrer contra Ahmed Maiteeq, quando homens armados invadiram o parlamento para evitar um segundo turno. 
Desde então, ele não reconhece o premiê eleito Abdullah al-Thani e lidera um governo diretamente em Tripoli.
Foi demitido a 31 de março de 2015.